# Euthamia graminifolia
Euthamia graminifolia (синонім: Solidago graminifolia (L.) Salisb. — золотушник злаколистий) — вид рослин із родини айстрових (Asteraceae).

## Біоморфологічна характеристика
Це багаторічна рослина 30–150 см заввишки. Стебла (зазвичай розгалужені в дистальній частині 1/4) голі чи густо запушені. Листки від розлогих до висхідних; пластини від лінійних до ланцетних, 37–130 × (2.1)3–12 мм, довжина в 7–20 разів більша за ширину, різко чи поступово зменшуються дистально, краї війчасті, верхівки від тупих до загострених, грані, як правило, з невеликими і нечіткими залозистими крапками. Суцвіття клубочкові. Обгортки приквітків дзвінчасті, 3–5.3 мм. Приквітки часто ± жовті в основі. Променевих квіточок (7)17–22(35). Дискових квіточок (3)5–7(13); віночки 2.6–3.4 мм. 2n = 18. 

## Середовище проживання
Росте у Північній Америці — Канада, США, Сент-П'єр і Мікелон; інтродукований в Азії та Європі, у т. ч. Україні.
Населяє поля, береги озер, пустирі; 0–900 метрів.

## Використання
Свіже або сушене листя є замінником чаю.
Антисептик. Можна використовувати настій висушеної подрібненої трави. Відвар кореня використовували при болях у грудях і легенях. Настій квітів використовується для лікування деяких видів гарячки.
З усієї рослини можна отримати гірчичний, апельсиновий та коричневий барвники.